# Sojuz MS-04
Sojuz MS-04 (ryska: Союз МС-04) var en flygning i det ryska rymdprogrammet, till Internationella rymdstationen. Farkosten sköts upp med en Sojuz-FG-raket, från Kosmodromen i Bajkonur den 20 april 2017. Farkosten dockade med rymdstationen några timmar efter uppskjutningen.
Flygningen transporterade Fjodor Jurtjichin och Jack D. Fischer som var del av Expedition 51 och 52 till och från rymdstationen.
Peggy Whitson var även med ombord när farkosten lämnade rymdstationen, återinträdde i jordens atmosfär och landade i Kazakstan den 2 september 2017.

## Besättning
|                | Uppskjutning                                                  | Landning                                                           |
| -------------- | ------------------------------------------------------------- | ------------------------------------------------------------------ |
| Befälhavare    | Fjodor Jurtjichin, RSA Hans femte rymdfärd Expedition 51 / 52 | Fjodor Jurtjichin, RSA Hans femte rymdfärd Expedition 51 / 52      |
| Flygingenjör 1 | Jack D. Fischer, NASA Hans första rymdfärd Expedition 51 / 52 | Jack D. Fischer, NASA Hans första rymdfärd Expedition 51 / 52      |
| Flygingenjör 2 | plats tom                                                     | Peggy Whitson, NASA Hennes tredje rymdfärd Expedition 50 / 51 / 52 |

## Reservbesättning
| Befälhavare    | Sergej Rjazanskij, RSA |
| Flygingenjör 1 | Randolph Bresnik, NASA |